# Henri Bénard
Henri Bénard (1874 – 1939) foi um físico francês, renomado pela descoberta do fenômeno termodinâmico da convecção do calor (convecção térmica) em líquidos, posteriormente chamado de convecção de Bénard.
Em 1900, através de uma experiência simples, Bénard descobriu que o aquecimento de uma fina camada de líquido pode resultar no aparecimento espontâneo de estruturas estranhamente ordenadas, ou células de convecção. A partir de então, elas foram chamadas de células de Bérnard. E, a partir de 1960, foram novamente estudadas pelo químico russo Ilya Prigogine, culminando na sua teoria das estruturas dissipativas.
- TRANSFERÊNCIA DE CALOR POR CONDUÇÃO TÉRMICA - Quando o líquido é uniformemente aquecido a partir de baixo, é estabelecido um fluxo térmico constante que se move do fundo para o topo. O próprio líquido permanece em repouso, e o calor é transferido apenas por condução térmica.

- TRANSFERÊNCIA DE CALOR POR CONVECÇÃO TÉRMICA - No entanto, quando a diferença de temperatura entre as superfícies do topo e do fundo atinge uma certa diferença crítica, o fluxo térmico é substituído pela convecção térmica, na qual o calor é transferido pelo movimento coerente de um grande número de moléculas. A essa altura, emerge um extraordinário padrão ordenado de células hexagonais (tipo favo de mel), no qual o líquido aquecido sobe através dos centros das células, enquanto o líquido mais frio desce para o fundo ao longo das suas paredes.